# 宮城音五郎
宮城 音五郎（みやぎ おとごろう、1883年8月3日 - 1967年9月14日）は、日本の工学者、政治家。
東北帝國大学教授、宮城県知事、東北工業大学学長などを歴任した。

## 人物
1883年（明治16年）埼玉県出身。旧制埼玉県立熊谷中学校を経て、1908年（明治41年）東京帝國大学卒業。
仙台高等工業学校（現・東北大学工学部）教授となった後、1917年（大正6年）から翌年にかけてアメリカ合衆国に留学した。帰国後は東北帝國大学の工学部長などを務めて1945年（昭和20年）に退官、1946年から1950年までは宮城県仙台第一中学校（現・宮城県仙台第一高等学校）の校長を務めた。1952年（昭和27年）から1956年（昭和31年）まで宮城県知事を一期務めた。1960年（昭和35年）に設立した学校法人東北電子学院（現・学校法人東北工業大学）の理事を務め、1961年（昭和36年）の東北電子工業高等学校（現・仙台城南高等学校）の開校および1964年（昭和39年）の東北工業大学の開学に尽力し、1961年4月1日から1964年10月31日まで東北電子工業高等学校の初代校長を、1964年（昭和39年）4月1日から1967年（昭和42年）9月14日に腸閉塞で逝去するまで東北工業大学の初代学長を務めた。1967年（昭和42年）9月19日東北工業大学による大学葬が営まれた。

## 親族
- 兄 宮城長五郎（検察官・司法大臣・貴族院議員）
- 義姉 宮城タマヨ（参議院議員・兄長五郎の妻）
- 妻のちよは東北帝国大学教授・瀬戸慶之進の妹[2]

## 資料
- 東北大学史料館（宮城県仙台市青葉区片平2-1-1)において「宮城音五郎文書」(日記・手帳等）が保存・公開されている.